# Ronen Bar
Ronen Bar (en hébreu : רונן בר), né le 24 décembre 1965, est un homme politique israélien spécialiste du renseignement.
Il est le directeur du Shin Bet, le service de renseignement intérieur israélien, depuis octobre 2021. Son renvoi est annoncé par Benyamin Netanyahou en mars 2025, avant d'être suspendu par la Cour suprême.

## Biographie

### Jeunesse et études
Dans les années 1980, Ronen Bar sert dans le même détachement que Naftali Bennett, au sein de l'unité Sayeret Matkal, une unité d'élite de l'armée israélienne. 
Il ouvre ensuite un bar à Tel Aviv, dans lequel il rencontre celle qui deviendra sa femme. 
Il est diplômé de science politique et de philosophie à l'université de Tel Aviv, avant d'obtenir un master en administration publique à Harvard.

### Entrée au Shin Bet
Il entre au Shin Bet en tant qu'agent de terrain en 1993, gravit très rapidement les échelons, avant d'être nommé responsable de la Division des opérations en 2011, puis du département de développement des ressources en 2016. En 2018, il devient le vice-responsable de l'organisation.

### Nomination à la tête du service
Le 11 octobre 2021, il est officiellement nommé à la tête du Shin Bet par le gouvernement Bennett-Lapid, en remplacement de Nadav Argaman. Il doit rester cinq ans à ce poste, comme le prévoit la loi.
Comme le prévoit la procédure, son nom est étudié à partir du mois de septembre par le comité Goldberg pour les nominations à des postes de haut niveau dans la fonction publique, qui examine ses états de service et déclare qu'il n'y a aucun « défaut dans la pureté des qualités » de Ronen Bar et valide le choix de Naftali Bennett. Son nom n'est initialement pas rendu public pour des raisons de sécurité.
Peu avant sa nomination, une lettre anonyme dénonçant une « faute non précisée » est envoyée aux autorités. Contenant deux allégations différentes contre Bar, elle n'est cependant pas dévoilée en raison des contraintes de sécurité. Pour le principal intéressé, elle provient d'un « parti intéressé » ayant déjà cherché à saboter deux promotions. Selon Canal 12, leur contenu est faux et la vérification effectuée par le Shin Bet n'a permis de prouver aucune des accusations. Des lettres similaires auraient déjà été envoyées en 2019.

### Actions en tant que responsable du Shin Bet (2021-2023)
Deux jours après sa prise de fonctions, il affirme vouloir travailler et coopérer avec l'Autorité palestinienne et se dit préoccupé par l'augmentation des meurtres au sein de la population arabe israélienne.
En 2022, la revue Intelligence Online pointe les divisions au sein du Shin Bet que dirige Ronen Bar, notamment sur la question de la colonisation israélienne en Cisjordanie. Il incarne un discours de fermeté à l'égard des colons, s'inquiétant des « menaces que font peser sur l’État d'Israël [leurs] actions ».

### Guerre à Gaza depuis 2023
Après l'attaque du Hamas contre Israël, menée le 7 octobre 2023, le Shin Bet et son dirigeant Ronen Bar sont sous le feu des critiques, accusé d'avoir « failli » à anticiper la menace du Hamas, ce qu'il admet lui-même dans des enregistrements révélés en décembre 2023. Dans ces conversations rendues publiques, il fixe aussi le but d'Israël : détruire le Hamas et tuer ses leaders où qu'ils soient dans le monde, « même s’il faut des années pour y parvenir ». Il affirme enfin que le Shin Bet est sur une trajectoire ascendante et « tire déjà les leçons des échecs de cette journée ».
Malgré l'échec à prévoir l'attaque du Hamas, Ronen Bar reste à la tête du service, se donnant pour objectif de parvenir à la libération des otages et de « protéger le Shin Bet des manœuvres politiques ».
Cependant, il est en conflit avec le Premier ministre israélien Benyamin Netanyahou, notamment en raison des manifestations de 2023 contre un projet de réforme judiciaire porté par le gouvernement Netanyahou. Selon Intelligence Online, sa place est clairement menacée et Ici Beyrouth, citant un ancien responsable du gouvernement, affirme en janvier 2024 qu'il démissionnera une fois la guerre terminée. Les relations entre le chef du Shin Bet et le Premier ministre se dégradent encore après la publication, le 4 mars 2025, d'une enquête interne qui pointe « des failles dans la collecte de renseignements » au sujet de l'attaque du Hamas. Le rapport met aussi en avant le rôle du pouvoir exécutif et de Benyamin Netanyahou. Selon la publication, la « politique (israélienne) de calme a permis au Hamas de bâtir un impressionnant arsenal militaire ».
Les prises de positions de Ronen Bar sont également critiquées au sein du gouvernement. Il avertit notamment de « la menace posée par le « terrorisme juif » », faisant références aux violences perpétrées par les colons israéliens contre les Palestiniens, qui seraient perçues par ces derniers comme une « punition collective ». Ces déclarations lui attirent l'inimitié de figures de l'extrême droite israélienne, comme Itamar Ben-Gvir.

### Limogeage
Alors que Ronen Bar doit quitter la direction du Shin Bet en 2026, le Premier ministre israélien Benyamin Netanyahou annonce le 16 mars 2025 son intention de le limoger, arguant d'un « manque de confiance [qui a] grandi avec le temps ». Au moment de cette annonce, le chef du Shin Bet enquête alors sur des soupçons de financement par le Qatar de personnalités proches du Premier ministre. Le gouvernement israélien vote à l'unanimité en faveur du limogeage de Ronen Bar le soir du 20 mars ; il est le premier chef du Shin Bet à être renvoyé. Un désaccord subsiste sur l'identité du successeur de Ronen Bar à ce poste : la tradition veut que son adjoint lui succède, mais Benyamin Netanyahou souhaiterait plutôt le nommer lui-même conformément à loi israélienne (he) prévoyant que « Le chef du Service est nommé par le gouvernement sur proposition du Premier ministre, pour une période de cinq ans. Le gouvernement peut mettre fin au mandat du chef du Service avant la fin de son mandat ».  
Des milliers d'Israéliens se réunissent dans les rues pour manifester contre cette décision, vue par ses opposants comme représentative d'une « volonté de démanteler la démocratie israélienne » ainsi qu'une « dérive autocratique de Benyamin Netanyahou ». Une majorité d'Israéliens est opposée au renvoi du chef du Shin Bet et près de la moitié ont plus confiance en lui qu'en Netanyahou. Le président israélien Isaac Herzog critique lui aussi des « initiatives controversées », sans toutefois faire directement référence à cette décision.   
La Cour suprême d'Israël est saisie de plusieurs recours, émanant notamment d'ONG et du leader d'opposition Yaïr Lapid. Son parti Yesh Atid dénonce notamment un « conflit d'intérêts flagrant ». Le 21 mars 2025, la Cour suprême suspend le renvoi de Ronen Bar, se donnant jusqu'au 8 avril pour instruire les recours. Elle interdit au Premier ministre de recruter un nouveau candidat pour le remplacer.

## Vie privée
Ronen Bar est marié et a trois enfants.